# Laura Haddock

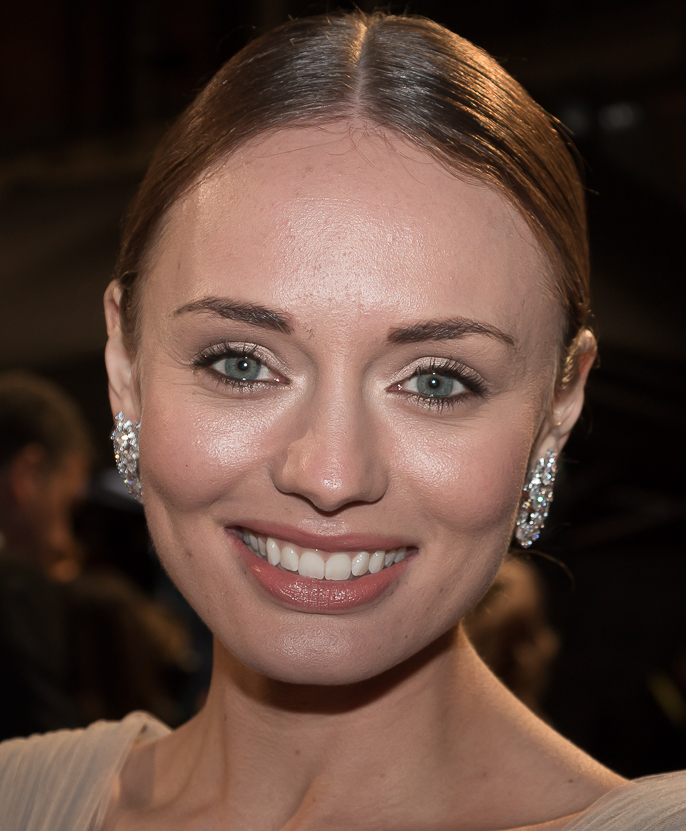
Laura Haddock (2015)

Laura Jane Haddock (* 21. August 1985 in London) ist eine britische Schauspielerin.

## Leben
Laura Haddock wuchs in Harpenden auf, wo sie die St. George’s School besuchte. 2002 verließ sie die Schule und studierte an der Londoner Arts Educational School in Chiswick.
Ihre erste Rolle bekam sie 2007 als Melanie in einer Folge der britischen Sitcom My Family. Es folgten Auftritte in den Serien Honest, Monday Monday, Strike Back und Das Haus am Eaton Place. Erste Filmrollen waren kleinere Rollen in den Filmen The Color of Magic – Die Reise des Zauberers, Captain America – The First Avenger und Sex on the Beach. In der Starz-Historien-Serie Da Vinci’s Demons spielt Haddock eine der Hauptrollen als die Geliebte von Leonardo da Vinci, Lucrezia Donati, in den Guardians-of-the-Galaxy-Filmen verkörpert sie die Mutter Peter Quills.
Ab Juli 2013 war Haddock mit dem britischen Schauspieler Sam Claflin verheiratet. Im Dezember 2015 kam ihr erstes gemeinsames Kind, ein Junge, zur Welt. Anfang Januar 2018 kam ein zweites Kind, ein Mädchen, zur Welt. Im August 2019 wurde die Trennung bekannt gegeben.

## Filmografie (Auswahl)
- 2007: My Family (Fernsehserie, Episode 7x09)
- 2008: Honest (Fernsehserie, 6 Episoden)
- 2008: The Color of Magic – Die Reise des Zauberers (The Color of Magic)
- 2008: Agatha Christie’s Marple (Fernsehserie, Episode 4x01)
- 2009: Monday Monday (Fernsehserie, 7 Episoden)
- 2009–2011: How Not to Live Your Life – Volle Peilung (How Not to Live Your Life, Fernsehserie, 14 Episoden)
- 2011: Captain America: The First Avenger
- 2011: Sex on the Beach (The Inbetweeners Movie)
- 2011: Strike Back (Fernsehserie, 2 Episoden)
- 2011: Rage of the Yeti – Gefährliche Schatzsuche (Rage of the Yeti)
- 2012: Das Haus am Eaton Place (Upstairs Downstairs, Fernsehserie, 6 Episoden)
- 2012: Missing (Fernsehserie, 2 Episoden)
- 2013–2015: Da Vinci’s Demons (Fernsehserie, 26 Episoden)
- 2014: Guardians of the Galaxy
- 2015: Luther (Fernsehserie, 2 Episoden)
- 2016: Die Musketiere (The Musketeers, Fernsehserie, Episode 3x04)
- 2017: Guardians of the Galaxy Vol. 2
- 2017: Transformers: The Last Knight
- 2020: White Lines (Fernsehserie, 10 Episoden)
- 2022: Downton Abbey II: Eine neue Ära (Downton Abbey: A New Era)
- 2022: Hill of Vision
- 2022: The Recruit (Fernsehserie, 8 Episoden)
- 2024: Tyger
- 2024: Damaged
- 2024: Grace (Fernsehserie, Episode 4x04)